# Confrançon
Confrançon är en kommun i departementet Ain i regionen Auvergne-Rhône-Alpes i östra Frankrike. Kommunen ligger  i kantonen Montrevel-en-Bresse som ligger i arrondissementet Bourg-en-Bresse. Kommunens areal är 18,17 km². År 2022 hade Confrançon 1 357 invånare.

## Befolkningsutveckling
Antalet invånare i kommunen Confrançon
Referens: INSEE